# Луц Лонг
Карл Лю́двіг «Луц» Лонг (нім. Carl Ludwig «Luz» Long; 27 квітня 1913, Лейпциг, Німецька імперія — 14 липня 1943, Біскарі, Королівство Італія) — німецький легкоатлет (стрибки в довжину), срібний призер літніх Олімпійських ігор 1936 року.

## Життєпис
Народився 27 квітня 1913 року у Лейпцигу, в родині начальника лейпцизької аптеки (нім. Schwanen-Apotheke) Карла Германа Лонга (1875—1945) та його дружини Йоганни (1885—1976), внучки хірурга Карла Тірша та правнучки відомого хіміка Юстус фон Лібіх. Дядьками Луца були історик Ганс Дельбрюк і теолог Адольф фон Гарнак.
Вивчав право на юридичному факультеті Лейпцизького університету.
До початку війни працював адвокатом у Гамбурзі.
В 1934 році зайняв третє місце на чемпіонаті Європи в Турині з результатом 7,25 м.
У віці 23 років, в 1936 році оновив європейський рекорд і вийшов у лідери світових стрибунів.
Був зарахований до нім. Leipziger Sport Club.
У 1936 році на літніх Олімпійських іграх у Берліні виграв срібну медаль зі стрибків у довжину. Через два дні зайняв 10-е місце у потрійних стрибках з результатом 14,62 м.
З 1937 року був членом Націонал-соціалістичного союзу студентів Німеччини. Через рік вступив до СА.
У 1938 році зайняв третє місце на чемпіонаті Європи в Парижі з результатом 7,56 м.
З початком війни його призвали в танкову армію Роммеля в чині оберефрейтора.
10 липня 1943 року, під час вторгнення на Сицилію союзницьких військ, був смертельно поранений і помер через три дні у Британському військовому госпіталі.
Похований на військовому кладовищі Мотта-Сант'Анастазії, на Сицилії.
Після літніх Олімпійських ігор 1936 року довгі роки між атлетами Луцом Лонгом і чорношкірим американцем Джессі Оуенсом тривала дружба. У 1943 році, перебуваючи в армії, Луц написав листа в якому просив Оуенса у випадку його загибелі стати свідком на весіллі його сина Кая Лонга і розказати про їхню дружбу:
|  | Відчуваю, що скоро для мене все скінчиться. Попіклуйся про мого сина Кая, розкажи йому про нашу дружбу.[1] | Оуенс стримав слово і на початку 1950-х був боярином на весіллі Кая.
У 1964 році, за допомогу порадою своєму головному конкурентові на Олімпіаді в Берліні, нагороджений посмертно медаллю П'єра де Кубертена.

## Цікаві факти
- Його головному конкуренту на Олімпіаді в Берліні Джессі Оуенсу не задалися перші спроби зі стрибків у довжину і той опинився під загрозою дискваліфікації. Тоді до Оуенса підійшов Луц Лонг і дружньо пояснив Джессі його помилку при стрибку, порадив дещо змінити техніку. Дослухавшись поради, Оуенс вийшов у фінал і взяв «золото» з новим світовим рекордом. Першим, хто привітав американця з успіхом, був саме Луц Лонг, котрому дісталося «срібло». На очах в оскаженілого Адольфа Гітлера німецький і американський спортсмени обійнявшись пройшли почесне коло. "Цей вчинок вимагав від Лонга чимало сміливості. «Ви можете переплавити всі мої кубки та медалі, і вони не переважать тієї дружби в 24 карати, що зародилася між мною і Луцом» — зізнався пізніше Джессі Оуенс[1].

- 22 серпня 2009 року внучка Оуенса Марлін Дорч і син Лонга Кай разом вручали медалі найсильнішим стрибунам у довжину на чемпіонаті світу в Берліні.